# Gamma Herculis
Gamma Herculis (γ Her / 20 Herculis / HD 147547) es una estrella de la constelación de Hércules de magnitud aparente +3,74. Los árabes la llamaron Nasak Shamiya, cuyo nombre proviene de "Al Vasak al Shiiniyyah", que en español significa : «el Límite Norte», y en China era conocida como Ho Keen, «entre el río».
Se encuentra a 195 años luz de distancia del sistema solar.
Gamma Herculis es una gigante blanca de tipo espectral A9III, aunque otras fuentes la clasifican como subgigante de tipo F0. Con una temperatura superficial de 7050 K, su radio es 6 veces más grande que el radio solar y es 92 veces más luminosa que el Sol. Con una edad estimada de 500 millones de años, en su núcleo ha finalizado la fusión de hidrógeno y está en transición hacia una gigante roja mucho más brillante.
En menos de 8 millones de años, cuando comience la fusión del helio en carbono, será 3,5 veces más luminosa que en la actualidad. Posteriormente, mientras transcurre la fusión de helio, su luminosidad disminuirá hasta aproximadamente la que ahora tiene. Por último, antes de morir con un núcleo inerte de carbono, se hará casi 1000 veces más luminosa que el Sol.
Se piensa que puede ser ligeramente variable, con fluctuaciones del 5% en su brillo.
Gamma Herculis tiene una acompañante cercana a una distancia estimada de 0,19 UA, que completa una órbita en 11,9 días. Otra estrella de magnitud 9,9 que visualmente se encuentra a menos de un minuto de arco parece no tener relación física con ella, estando simplemente en la misma línea de visión.